# Formiguer barbanegre septentrional
El formiguer barbanegre septentrional (Hypocnemoides melanopogon) és una espècie d'ocell de la família dels tamnofílids (Thamnophilidae).

## Hàbitat i distribució
Habita el sotabosc de la selva pluvial, normalment a prop de cursos fluvials, àrees empantanegades de les terres baixes fins als 500 m, a l'est de Colòmbia, sud de Veneçuela, Guaiana, nord-est del Perú i Brasil amazònic.